# Dunshang (köpinghuvudort i Kina, Jiangsu Sheng, lat 34,71, long 119,04)
Dunshang är en köpinghuvudort i Kina. Den ligger i provinsen Jiangsu, i den östra delen av landet, omkring 290 kilometer norr om provinshuvudstaden Nanjing. Antalet invånare är 30 536. Befolkningen består av 15 756 kvinnor och 14 780 män. Barn under 15 år utgör 21,0 %, vuxna 15-64 år 68 %, och äldre över 65 år 10,0 %.
Runt Dunshang är det tätbefolkat, med 493 invånare per kvadratkilometer. Närmaste större samhälle är Xinpu, 16,3 km sydost om Dunshang. Trakten runt Dunshang består till största delen av jordbruksmark.
Genomsnittlig årsnederbörd är 1 098 millimeter. Den regnigaste månaden är juli, med i genomsnitt 341 mm nederbörd, och den torraste är januari, med 10 mm nederbörd.